# Consejo de la Magistratura (Bolivia)
El Consejo de la Magistratura forma parte del Órgano Judicial y es responsable del régimen disciplinario de las jurisdicciones ordinaria, agroambiental y especializadas; del control y fiscalización de su manejo administrativo y financiero de la formulación de políticas de su gestión.
Forma parte del proceso de modernización del Sistema Judicial en el país, como un pilar fundamental del fortalecimiento de la Democracia. Tiene su sede en la ciudad de Sucre, departamento de Chuquisaca. 
El Consejo es presidido por el presidente del Consejo de la Magistratura y está integrado por tres miembros denominados Consejeros. Para ser consejera o consejero se requiere, además de las condiciones generales de acceso al servicio público establecidas por el Artículo 234 de la Constitución:
1. Haber cumplido treinta (30) años de edad;
2. Poseer conocimiento en el área de sus atribuciones con especial énfasis en temas administrativos, financieros y de recursos humanos;
3. Haber desempeñado sus funciones con ética y honestidad durante al menos ocho (8) años; y
4. No haber sido suspendido ni sancionado en proceso disciplinario en el marco de las funciones de jueza o juez, magistrada o magistrado, vocal, docente universitario o profesional.

Con la creación del Consejo de la Judicatura se pretendió dotar al Poder Judicial de un órgano administrativo y disciplinario, que asumiera en gran medida y en forma independiente las competencias que tradicionalmente habían correspondido ala Corte Suprema de Justicia, a través del Tesoro Judicial, las inspecciones a los distritos, etc.

## Competencias
Las competencias o atribuciones del Consejo de la Judicatura pueden ser clasificadas de la siguiente  manera:
- En materia de políticas de desarrollo y planificación
- En materia económica y financiera
- En materia de recursos humanos
- En materia de infraestructura
- En materia disciplinaria y de control
- En Materia reglamentaria
- En materia de coordinación e información